# Banjo-Tooie
Banjo-Tooie ist ein Videospiel für den Nintendo 64, die Xbox 360 und die Xbox One. Es wurde von der englischen Spielefirma Rare entwickelt und von Nintendo in den Jahren 2000 bzw. 2001 veröffentlicht. Später wurde es zudem für Xbox Live Arcade erhältlich. Das Spiel ist der Nachfolger des sehr erfolgreichen 3D-Jump-’n’-Run-Adventures Banjo-Kazooie. Der Spieler steuert den Bären Banjo und seine Freundin, den Vogel Kazooie.

## Handlung
Die Handlung beginnt zwei Jahre nach dem Ende des ersten Teils als die Hexe Gruntilda von ihrem Turm stürzte und von einem Felsen begraben wurde. In einer gewittrigen Nacht wird Gruntilda von ihren beiden Schwestern, Mingella und Blobbelda, durch einen Levitationszauber von jenem Felsen befreit. Durch die lange Verweildauer unter der Erde hat sie sich jedoch in ein Skelett verwandelt und sinnt deswegen auf Rache an Banjo und Kazooie.
Zur selben Zeit spielen Banjo und seine Freunde, der Maulwurf Bottles und der Zauberer Mumbo Jumbo in seinem Haus Karten. Aufgeschreckt durch ein Erdbeben, das die Ankunft von Gruntildas Schwestern in ihrem als Grabbohrer bezeichneten Kettenfahrzeug mit einer riesigen Bohrmaschine zum Graben von Tunneln ankündigt, beobachtet Mumbo Jumbo das Treiben der Hexen. Als er daraufhin entdeckt wird, verfolgt ihn Gruntilda bis zu Banjos Haus und zerstört es mit einem Zauberspruch. Dabei kommt Bottles zu Tode und die Hexen fliehen in ihre Festung. Banjo, Kazooie und Mumbo beschließen die Hexen zu verfolgen und es ihnen ihrerseits heimzuzahlen und versuchen Bottles wiederzubeleben. Die Hexen schmieden unterdessen einen Plan, um Gruntilda einen neuen Körper zu erschaffen. Bei ihrer Reise durch das Hexoland treffen Banjo und Kazooie auf viele neue Charaktere, die ihnen helfen, das Versteck der Hexen zu erreichen. Unter anderem auf den König der Jinjos, Jingaling, der den beiden das erste der 90 Puzzleteile schenkt, dem jedoch kurz darauf die Lebensenergie von den Hexen gestohlen wurde, die damit erreichen wollen, dass Gruntilda einen neuen Körper bekommt.
Gegen Ende des Spiels erreichen die beiden das Tragödienturm-Quiz, das wie eine Gameshow aufgebaut ist. Banjo spielt hier gegen Mingella und Blobbelda in drei Runden um die meisten Punkte. Nachdem Banjo das Quiz gewonnen hat, flieht Gruntilda auf die Turmspitze. Banjo und Kazooie geben Bottles und Jingaling mithilfe der Maschine B.O.B. (Bi-O-Beamer) ihre Lebensenergie zurück.
Während des Endkampfs gegen Gruntilda, die sich auf der Turmspitze in dem Grabbohrer der Hexen verschanzt hat, lässt sie einen ihrer Flüche fallen. Daraufhin explodiert der Grabbohrer mitsamt der Hexe. In der Schlusssequenz spielen Banjo und andere Hauptcharaktere Hacky-Hex-Sac, eine Art Fußball, mit dem, was von Gruntilda übrig ist: Ihrem Kopf. Sie erwähnt den Nachfolger des Spiels, damals noch unter dem Namen Banjo-Threeie bekannt.

## Spielmechanik
Banjo-Tooie hat viele der Gameplay-Elemente seines Vorgängers übernommen. Im folgenden Abschnitt werden nur die neuen oder veränderten Elemente behandelt. Zum Verständnis des folgenden Textes ist ein vorhergehendes Lesen des Spielmechanik-Abschnitts des Artikels Banjo-Kazooie empfehlenswert, aber nicht notwendig.

### Steuerung
Banjo und Kazooie können alle Bewegungen, die sie in Banjo-Kazooie gelernt haben, auch in diesem Spiel einsetzen. Wie im Vorgänger auch, muss der Spieler neue Moves im Laufe des Spiels freischalten, bevor sie ausgeführt werden können. Hierbei wurde der Schwierigkeitsgrad erhöht, da nun auch eine bestimmte Anzahl von Musiknoten gesammelt werden muss, bevor die Freischaltung erfolgen kann.
In bestimmten Bereichen der Spielwelt wechselt die Ansicht automatisch in eine Ego-Perspektive, sofern der entsprechende Move, Bazoo-Kazoo genannt, freigeschaltet wurde. In diesem Modus kann der Spieler keine Moves ausführen, stattdessen dient der Vogel Kazooie als eine Art Waffe, die Projektile abfeuern kann und eine Nahkampftechnik beherrscht.
Zusätzlich zu den seit Banjo-Kazooie bekannten Projektilen, den Blauen Eiern, können im Laufe des Spieles vier weitere Sorten freigeschaltete werden: Feuer-Eier, Granaten-Eier, Eis-Eier und fernsteuerbare Zeitbomben-Eier. Der Spieler kann durch Tastendruck jederzeit die gewünschte Sorte auswählen.

### Die Spielwelt
Wie bereits im Vorgänger beginnt das Spiel im Spiral Mountain, der Heimat der Hauptcharaktere. Dieser Bereich ist im Stil eines Tutorials konzipiert, so dass sich der Spieler mit der Steuerung vertraut machen kann. Von Gruntildas Reich, der Oberwelt des ersten Teils, kann nur der Eingangsbereich betreten werden, die Wege in den Turm hinein sind durch Felsen versperrt. Durch die Machenschaften der Hexen wurde dieser Bereich, im Vergleich zum vorherigen Teil, sehr in Mitleidenschaft gezogen.
Der Spieler verfolgt die Hexen quer durch ihr Reich, das Hexoland. Die verschiedenen Bereiche sind nicht mehr wie im Vorgänger durch anfangs verschlossene Türen voneinander getrennt, sondern durch natürliche Barrieren die mithilfe der im Spielverlauf zu erlernenden Moves überwunden werden müssen.
Es gibt neun Welten in Banjo-Tooie. In jeder dieser, außer im Hexenkesselkerker, sind je 100 Noten, 10 Puzzlos und einige andere Gegenstände versteckt. In jeder Welt muss ein Endgegner besiegt werden, um ein Puzzlo zu erhalten. Viele Welten sind durch Bahnstrecken und geheime Gänge miteinander verbunden. Damit sind sie komplexer als in Banjo-Kazooie, da der Spieler auch zu einem späteren Zeitpunkt nochmal eine frühere Welt betreten muss, um bisher unlösbare Rätsel doch zu lösen. Die Zugänge zu den Welten sind zu Beginn des Spiels verschlossen. In Puzzellos Tempel in der Mystischen Mulde müssen die beiden erst jeweils eine Aufgabe erfüllen, die aus dem Lösen eines Puzzles besteht. Beim ersten Mal müssen nur wenige Teile eingesetzt werden, bei demjenigen Puzzle, welches den Eingang zum Kampf mit Gruntilda öffnet, alle.
Wie in Banjo-Kazooie kommen die Hauptakteure auch in diesem Spiel an einige verschiedene Orte, wie eine alte Stadt mit Tempeln, eine Mine, einen Freizeitpark, eine größtenteils unter Wasser angesiedelte Welt, ein prähistorisches Ödland oder eine Fabrik.
Der Hexenkessel-Kerker ist die letzte Welt des Spiels. Der dort befindliche Turm ist das Hauptquartier der Hexen Gruntilda, Mingella und Blobbelda. Banjo und Kazooie müssen hier das letzte Mal gegen Klungo, der sich Banjo und Kazooie an drei verschiedenen Orten in den Weg stellt, kämpfen, bevor sich der Weg zum Tragödienturm-Quiz öffnet.
Das Jinjosystem wurde verändert: Galt es in Banjo-Kazooie noch fünf Jinjos pro Welt zu finden, um eines der Puzzleteile zu erhalten, gibt es nun neun verschiedene, durch verschiedene Farben gekennzeichnete Jinjofamilien mit aufsteigender Anzahl an Familienmitgliedern. Haben die Protagonisten alle Mitglieder einer Familie gefunden, bekommen sie ein Puzzlo auf das Konto der Oberwelt Hexoland gutgeschrieben. Damit werden gleichzeitig die aus Banjo-Kazooie bekannten Hexenschalter abgelöst. Die Position der Farben der Jinjos wird in jedem Spiel neu und zufällig festgelegt.
Zu Beginn des Spiels hat der Spieler eine Energieleiste mit fünf Einheiten. Durch Angriffe von Gegnern, Stürze aus großer Höhe oder bestimmte Umwelteinflüsse wie Feuer verliert der Spieler einen Teil seiner Energie. Jedoch besteht die Möglichkeit, die Energieleiste durch das Sammeln von vollen Honigwaben schrittweise wieder aufzufüllen. Diese sind beispielsweise in Bienenstöcken zu finden oder Erscheinen als Belohnung für besiegte Gegner. Weiterhin kann durch das Sammeln und anschließende Tauschen leerer Honigwaben die Energieleiste schrittweise bis auf zehn Einheiten erweitert werden. Extraleben gibt es anders als im Vorgänger nicht mehr.
Eine neue und sehr wichtige, auch in der Werbung vorgestellte Funktionalität, ist die Möglichkeit, die beiden Spielfiguren voneinander zu trennen, um verschiedene Rätsel lösen zu können.
Anders als im Vorgänger sind die Items Musiknoten, Eier und Federn nicht mehr einzeln in der Spielwelt zu finden, sondern in Nestern zu je fünf Stück zusammengefasst. Ein spezielles Item, der Notenschlüssel, entspricht sogar 20 Musiknoten. Im Falle der Eier und Federn wechselt regelmäßig die Sorte, so dass der Spieler immer die jeweils benötigte aufnehmen kann. Einige Minuten nach dem der Spieler ein solches Item aufgesammelt hat, spawnt es an gleicher Stelle wieder.
Die Startplatten aus Banjo-Kazooie gibt es nicht mehr. Stattdessen wird eine Welt nun immer durch einen gewöhnlichen Durchgang verlassen. Ein neues Feature sind die Warpfelder, mit dem sich die Protagonisten, sofern sie ein Warpfeld bereits aktiviert haben, schneller in den, im Vergleich zu Banjo-Kazooie, großen Welten fortbewegen können.
Mumbo Jumbo, der Banjo und Kazooie im letzten Spiel noch in andere Lebewesen verwandelte, kann jetzt selber gesteuert werden. Jedoch verfügt er über einen eher geringen Move-Vorrat: Er kann die Bösewichte mit seinem Zauberstab außer Gefecht setzen und an bestimmten Punkten, die als Plattformen mit einem Abbild seines Kopfes dargestellt sind, bestimmte Zaubersprüche ausüben.
Stattdessen findet man in jedem Level das Wigwam der Indianerin Humba Wumba. Diese hat Mumbos Job aus dem ersten Spiel übernommen und verwandelt Banjo und Kazooie je nach Level in eine andere Spielfigur, z. B. einen großen Schneeball oder einen T-Rex. Beide, Mumbo und Humba Wumba müssen mit einem Glowbo (ein kleines elfenähnliches Wesen) bezahlt werden, von dem es in jedem Level zwei Exemplare gibt.
Zudem gibt es im Spiel noch einen Mega-Glowbo, mit dem Humba Wumba die Vogeldame Kazooie in einen kleinen Drachen verwandeln kann. Dieses ist jedoch ein Zusatz-Feature, welches zum Durchspielen der Hauptgeschichte nicht notwendig ist.

### Mehrspielermodus
Banjo-Tooie bietet einen Mehrspieler-Modus für bis zu vier Spieler. In diesem können bis zu 14 Spiele angewählt werden, sie müssen jedoch erst im Einzelspiel freigeschaltet werden. Die einzelnen Spiele lassen sich nach Dauer, Modus – zum Beispiel Teamarbeit oder Jeder gegen Jeden –, Munition und Spielfigur konfigurieren.

### Die Gebiete Hexolands
Im Jinjodorf leben die Jinjos mit ihrem König. Als die Hexen durch das Dorf fuhren sind alle Jinjofamilien, bis auf die Graue, geflohen; sie wurden von Hexen getötet. Am Rande des Jinjo-Dorfes wohnt Bottles mit seiner Familie.
Vom Jinjodorf aus gelangt das tierische Duo zur Mystischen Mulde, ein Ort der zwischen hohen Bäumen liegt. Dort befindet sich der Eingang zum Mayaos Tempel. Daneben befindet sich Meister Puzzellos Tempel, hier können alle Welten geöffnet werden, sofern vorher eine Aufgabe gelöst wurde. Zudem befindet sich in einem schmalen Durchgang das Heim von Helga der Henne.
Das Plateau befindet sich an einer breiten Klippe. Dort befindet sich Honig-Binis Heim, die gegen ein Entgelt von leeren Honigwaben die Energieleiste der beiden erweitern kann. Zudem befindet sich dort auch der Zugang zur Klunkerkluft-Mine.
Die Pinienlichtung liegt in einer Waldlichtung mit dem Zugang zum Hexhexpark und einem See. Auffallend ist eine Werbereklame neben dem Eingang zum Hexhex-Park. Humba, die Konkurrentin von Mumbo Jumbo bewohnt diese Lichtung.
Die Hohe Klippe erreichen die beiden vom Plateau aus. Es befindet sich dort ein Bahnhof. Auf einem schmalen Weg befindet sich Mumbos Schädel in der Wand. Der Zugang zu zwei Welten, Jolly Rogers Lagune und Steinhagel-Gipfel befindet sich hier.
Das Ödland ist ein karger, mit Sandstein überzogener Landfleck. Besonders auffällig ist der steinerne Kopf eines Triceratops an der Wand, der den Eingang zum Terrydaktylusland darstellt. Auf einem sehr kleinen Plateau hinter einer kleinen Felsspalte können Banjo und Kazooie den Eingang und den Aufzug zum Wolkenwonneland finden.
Das Sumpfgebiet ist das letzte in Banjo-Tooie erkundbare Gebiet. Der Eingang zur Grunty GmbH befindet sich hier. Daneben sind Giftmüllfässer gestapelt. Zudem läuft über eine Brücke eine Bahnlinie entlang. An einem sehr steilen Hang verläuft ein Weg entlang, wo sich der Zugang zum Hexenkesselkerker befindet.

### Die Bewohner Hexolands
Auf Hexoland begegnen dem Spieler viele Charaktere. Manche von ihnen helfen dem Spieler, andere stellen sich ihm in den Weg.
Mingella und Blobbela sind die Schwestern Gruntildas und befreien sie zu Beginn von Banjo-Tooie von dem Felsen. Mingella ist sehr schlank und groß, Blobbelda hingegen klein und dick. Sie trägt eine Katze unter ihrem Arm.
Die Jinjos, kleine harmlose Gesellen, haben sich über die Welten verstreut. Für ihr Auffinden gibt es, immer wenn eine Familie vollständig gerettet wurde, einen Finderlohn.
Neben diesen gibt es sogenannte „Minjos“, die das Duo angreifen. Sie bezeichnen sich selbst als Erzfeinde der Jinjos.
Bottles, der dem Heldenduo im ersten Spiel verschiedene Bewegungen beibrachte, wohnt mit seiner Familie im Jinjodorf. Er wurde von Gruntilda getötet. Bottles Geist erklärt den beiden in diesem Teil noch einmal die alten Bewegungen.
Jamjars ist der Bruder von Bottles. Da er Ausbilder beim Militär ist, ist sein Auftreten strenger und ernster, als das seines Bruders. Er bringt Banjo und Kazooie verschiedene, neue Bewegungen bei.
Humba Wumba ist eine Schamanin und die Konkurrentin von Mumbo. Sie kann die beiden in andere Lebewesen oder Gegenstände verwandeln. Sie hält Mumbo für einen Scharlatan.
Mumbo Jumbo trägt eine Schädelmaske, die ihm vor langer Zeit von Gruntilda aufgezaubert wurde. Seine Magie kann den beiden über das Spiel verteilt helfen. Auf Plattformen mit seinem Gesicht kann er Zaubersprüche aussprechen.
Meister Puzzello ist der Anführer eines alten Ordens, der die Kräfte des Kristallpuzzelo anbetet. Sein Tempel ist auf der Mystischen Mulde, einem Gebiet der Oberwelt von Banjo-Tooie zu finden. Banjo und Kazooie müssen, um die Hilfe Puzzelos in Anspruch nehmen zu können, eine bestimmte Anzahl an Puzzleteilen gefunden haben und verschiedene Puzzles vervollständigen. Puzzelos Kopf hat die Form eines Puzzleteils.
Helga die Henne wohnt in einem Haus, das aussieht wie ein Ei. In ihrem Haus können drei Eier ausgebrütet werden, die neue Funktionalitäten aktivieren. Ein blaues und rosafarbens Ei, welches auch am Ende von Banjo-Kazooie gezeigt wurde, müssen die beiden erst finden. Ein gelbes Ei ist schon in ihrer Hütte.
Honig-Binis Aufgabe ist es, die Energieleiste von Banjo und Kazooie zu erweitern, sofern sie leere Honigwaben mitbringen.

## Technik
Banjo-Tooie ist auf einem 256-Mbit-Modul untergebracht. Im Modul ist zusätzlich ein Speicherbaustein eingebaut, auf dem bis zu drei Spielstände und ein Satz von Optionen gespeichert werden. Anders als in Banjo-Kazooie können in Banjo-Tooie Spielstände kopiert werden.
Außerdem bietet es die Möglichkeit, bereits gespielte Minispiele, besiegte Endgegner und bereits gespielte Filmsequenzen zu wiederholen. Es besitzt ein Optionsmenü, in dem zum Beispiel die Sprache geändert oder ein Breitbildmodus aktiviert werden können. In Filmsequenzen schaltet das Spiel, egal ob der interne Breitbildmodus aktiviert ist, in einen Letterbox-Modus um.
Banjo-Tooie besitzt wie sein Vorgänger die Funktionalität "Interaktive Musik". Auch die Sprechblasen-Funktionalität wurde beibehalten (siehe Banjo-Kazooie#Technik).
Banjo-Tooie unterstützt das Rumble Pak von Nintendo.

## Entwicklung
Die Entwicklung von Banjo-Tooie begann 1998.
Im Spiel ist eine voll funktionierende, aber dennoch deaktivierte, Funktionalität integriert. Dieses als Bottles' Revenge bezeichnete Feature, sollte einem zweiten Spieler im Einzelspieler-Modus erlauben, die Kontrolle über einen Gegner zu übernehmen, der sich im Sichtfeld des Spielers befand. Nach Aussage der Entwickler waren fehlende Testmöglichkeiten dieses Modus aufgrund des Erscheinungstermins des Spiels der Anlass für das Entfernen des Modus. Mithilfe spezieller Mogelmodule ist es möglich, dieses Feature dennoch zu aktivieren.

## Rezeption
Nach der Veröffentlichung wurde Banjo-Tooie von der Kritik gelobt (90/100) und verkaufte sich weltweit mehr als drei Millionen Mal.
GameRevolution hielt Banjo-Tooie für weniger repetitiv als Donkey Kong 64 und für einen würdigen Nachfolger von Banjo-Kazooie.  Das Gameplay wurde durch die Größe der Spielwelten hervorgehoben.
GamesRadar beschrieb Banjo-Tooie als ein Spiel, das dem Spieler viel Zeit abverlangt: „Um den Überblick zu behalten, was man als Nächstes tun kann oder wo man wieder hingehen kann, um etwas Neues zu bekommen, braucht man entweder ein fotografisches Gedächtnis oder muss sich viele Notizen machen“.